# Семейни реликви
„Семейни реликви“ е български игрален филм (драма) от 2015 година по сценарий и режисура на Иван Черкелов. Оператор е Рали Ралчев, а художник е Георги Тодоров-Жози.

## Сюжет
Филмът се състои от три на пръв поглед независими една от друга истории и проследява три ситуации, които се развиват едновременно в рамките на няколко дни. Разказани паралелно, те постепенно разкриват връзките между членовете на едно семейство и, същевременно, разрушеното човешко общуване между героите – съпрузи, братя, родители и деца.
Нишките на събития се преплитат, за да се съберат в едно общо, взаимносвързано и взаимнозависимо битие, белязано от липсата на стойност и висш смисъл.

## Снимки
Снимките на продукцията са в. село Марково (Пловдивско), село Яворово (край Асеновград), Карлуково и София.

## Актьорски състав
- Юм Уандие – негърът
- Жана Караиванова – жената
- Андрей Андреев – мъжът
- Глория Петкова – момичето
- Александър Бенев – Мак
- Блаже Димитров – Санчо
- Глория Петкова – момичето
- Венцислав Занков – Марин, бащата
- Александър Трифонов – Тошо
- Николай Станчев – лекарят
- Здравко Драгнев – пазачът на кариерата
- Донка Найденова – циганката
- Митко Николов – циганчето
- Дако Начев – циганинът
- Красимир Пейчовски – единия мъж на мотора
- Георги Елдъров – вторият мъж на мотора
- Иван Сарафов – бай Иван
- Георги Витков – Жоро
- Кръстю Кокеров – хижарят
- Мария Михова – жената на рецепцията
- Георги Светославов – момченце
- Ния Иванова – момиченце
- Живко Богданов – санитарят
- Васко Василев – униформеният
- Васил Йончев – шофьорът на камиона
- Крум Япулов – мъж във Вартбурга
- Йордан Геков – 2-рия мъж във Вартбурга
- Георги Цветков – 3-тия мъж във Вартбурга
- Слава Дойчева – стажант-лекар
- Рали Ралчев – дежурният лекар

## Награди
- Специална награда на град Варна на фестивала „Златна роза“ (Варна, 2015)[1]
- Награда на Съюза на българските филмови дейци на фестивала „Златна роза“ (Варна, 2015).
- Награда за поддържаща мъжка роля на Венцислав Занков, БФА (2016).
- Награда за филмова сценография на Георги Тодоров-Жози, БФА (2016).